# 下加利福尼亚州行政区划

下加利福尼亚州位置

下加利福尼亞州是墨西哥西北部的一個州，劃分為七個自治市。根據2020年墨西哥人口普查，下加利福尼亞州是人口第13多的州，有3,769,020名居民，按土地面積計算是第12大州，面積73,290.08平方（28,297.46平方英里）。
根據1917年墨西哥憲法第115條，下加利福尼亞州的自治市在行政上獨立於州政府。它們的法律框架源自州憲法第六章和州政府2001年的自治市制度法。每三年，公民通過相對多數制選舉一名自治市市長（西班牙語：presidente municipal），該市長領導同時選出的自治市議會（ayuntamiento），負責為其選民提供公共服務。自治市議會由數量不等的受託人和議員（regidores y síndicos）組成，他們從自治市政府所在地進行管理。自治市負責公共服務（如供水和污水處理）、街道照明、公共安全、交通以及公園、花園和墓地的維護。它們還可以協助州政府和聯邦政府進行教育、緊急消防和醫療服務、環境保護以及紀念碑和歷史地標的維護。自1984年以來，它們有權徵收財產稅和使用費，儘管從州政府和聯邦政府獲得的資金比從自身收入獲得的更多。自治市可以根據自治市制度法第29條建立稱為delegaciones和subdelegaciones的功能性和地理性分區。
下加利福尼亞州和墨西哥人口最多的自治市是蒂華納，有1,922,523名居民，約佔該州人口的一半（51%）。人口最少的自治市是聖費利佩：現在組成聖費利佩的地區在2010年墨西哥人口普查中記錄有18,369名居民。聖昆廷面積32,883.93平方（12,696.56平方英里），是該州和全國面積最大的自治市。羅薩里托海灘是面積最小的自治市，面積500.67平方（193.31平方英里）。最早成立的自治市是恩塞納達，成立於1882年5月15日，最新的自治市是聖費利佩，於2022年1月1日從恩塞納達和墨西卡利分離成立。

## 自治市

下加利福尼亞州自治市
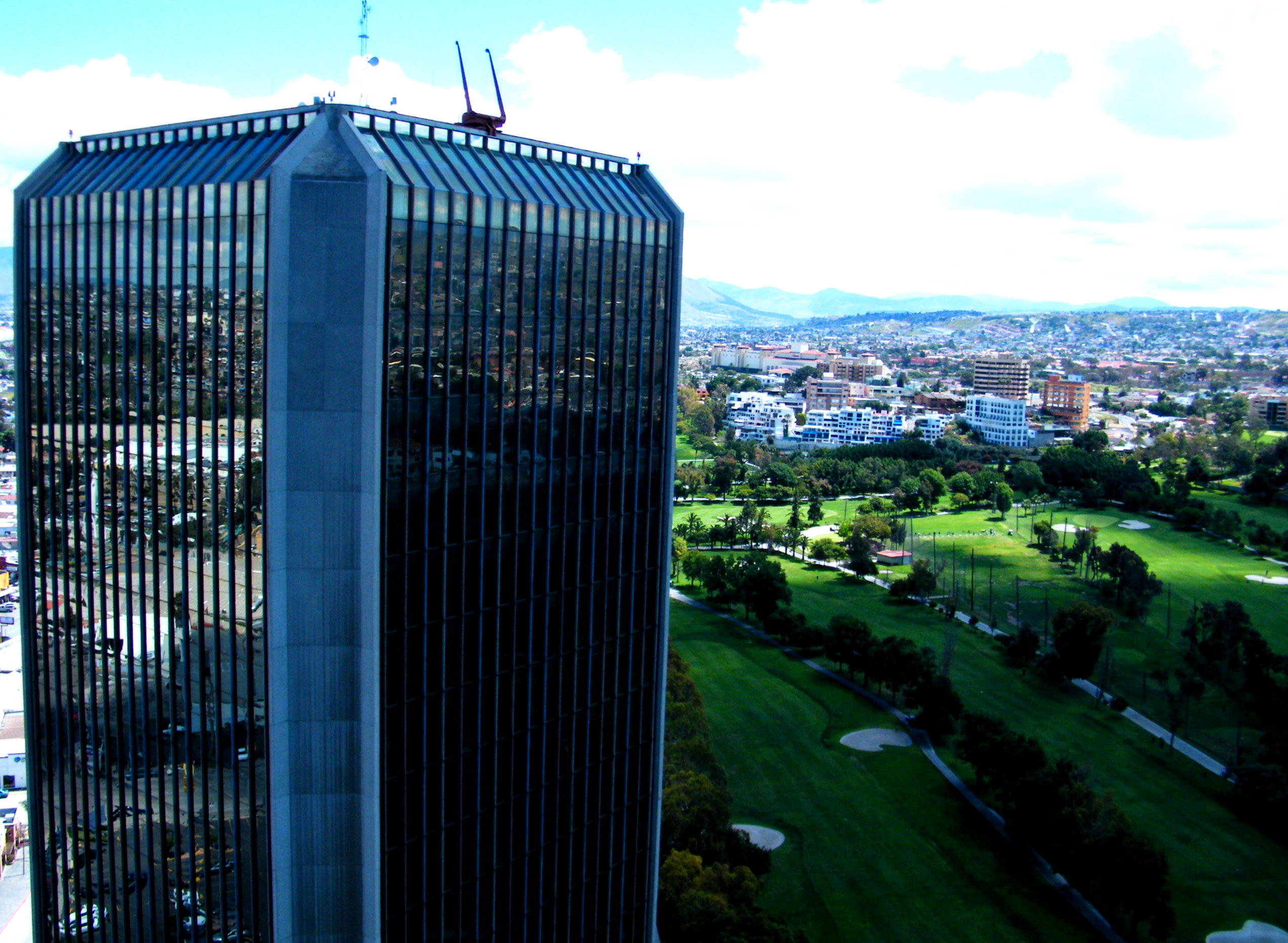
蒂華納，下加利福尼亞州人口最多的自治市
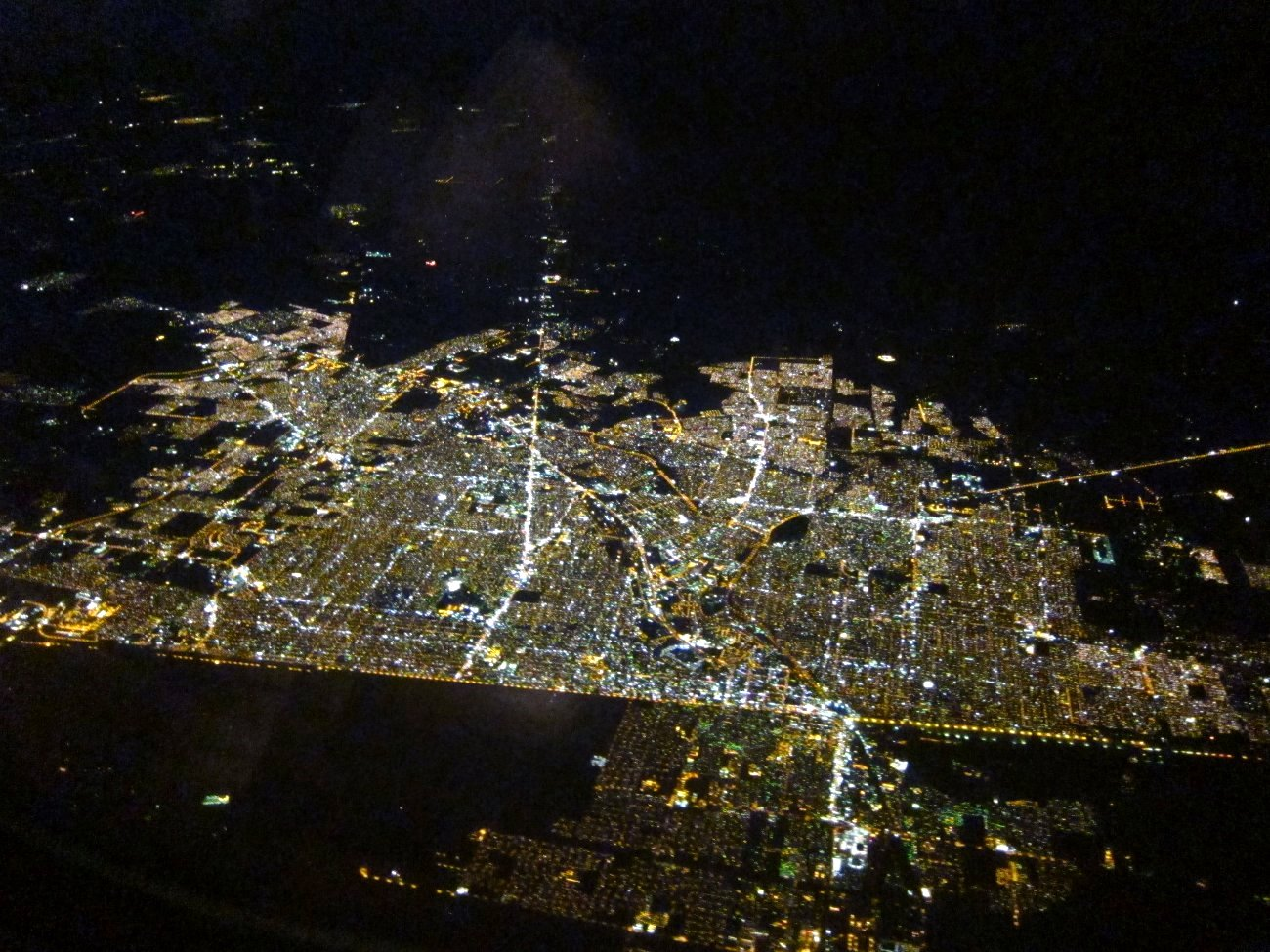
墨西卡利，州首府和人口第二大自治市
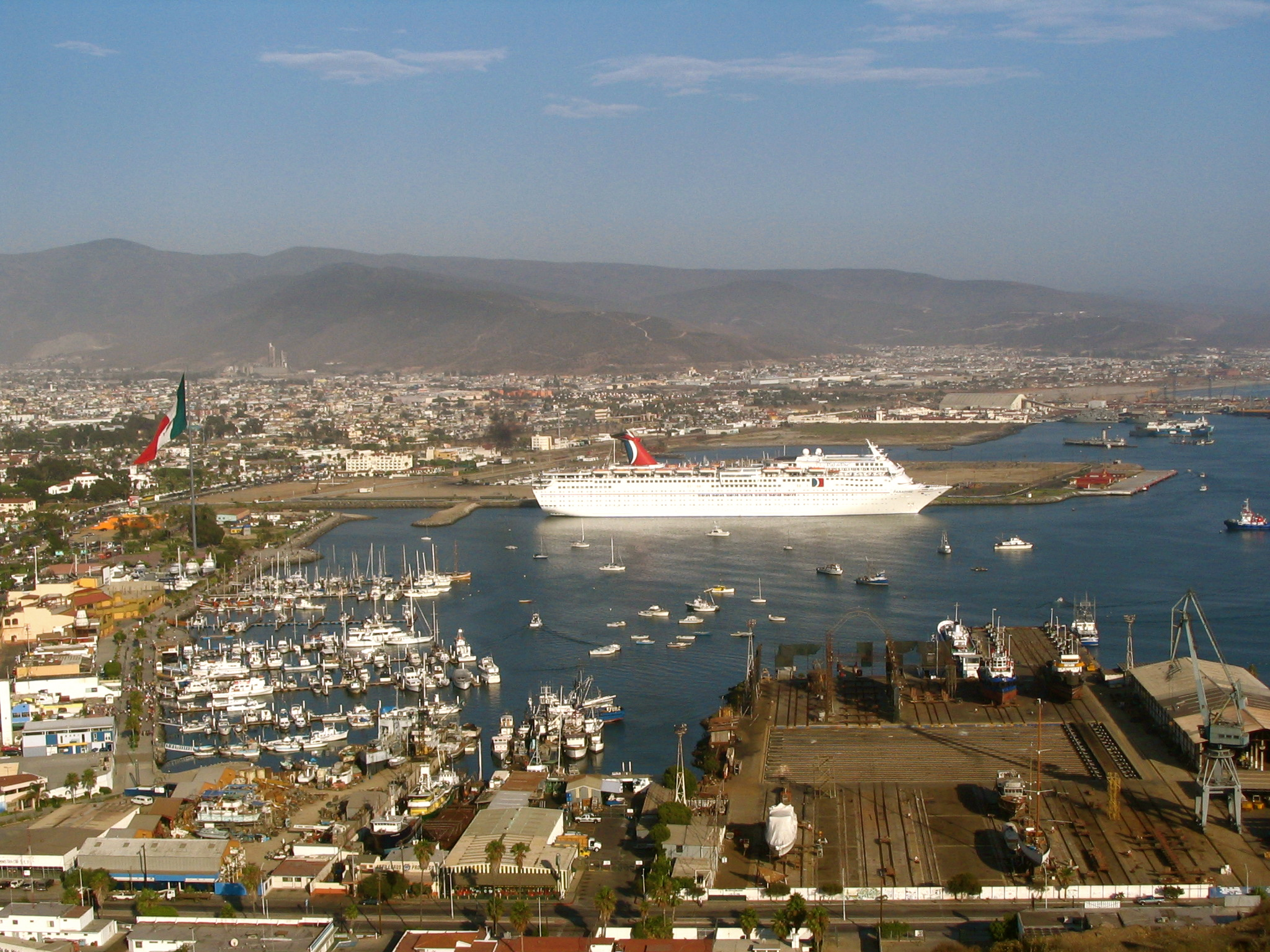
恩塞納達，人口第三大自治市，面積最大的自治市
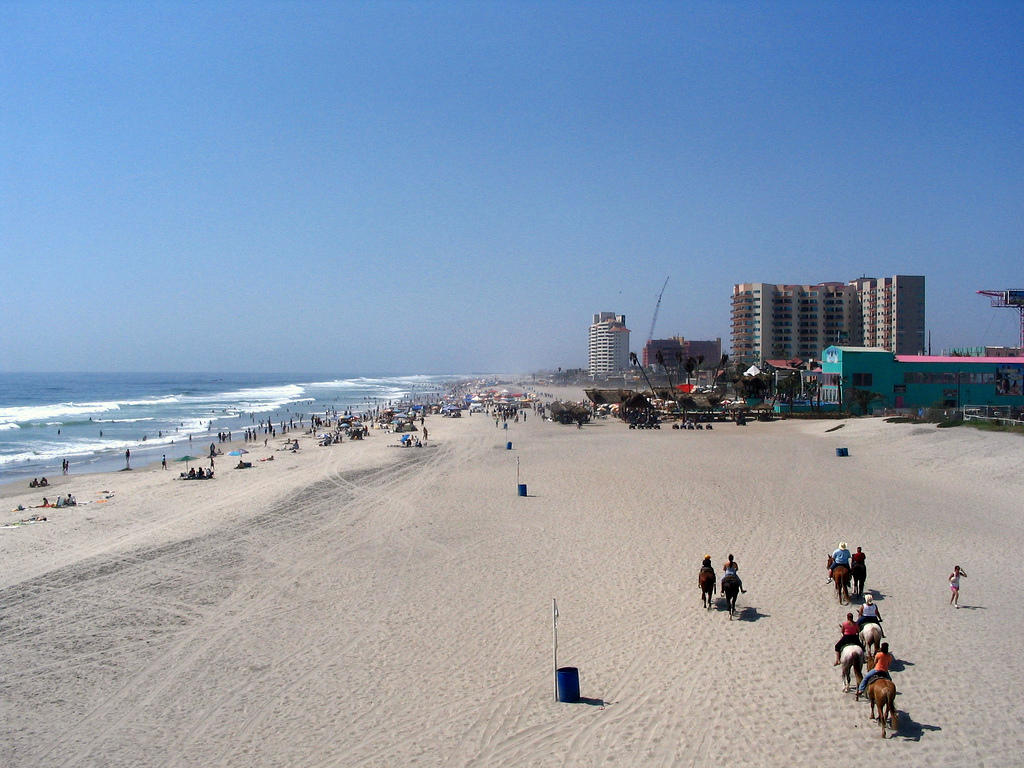
羅薩里托海灘，人口第四大自治市
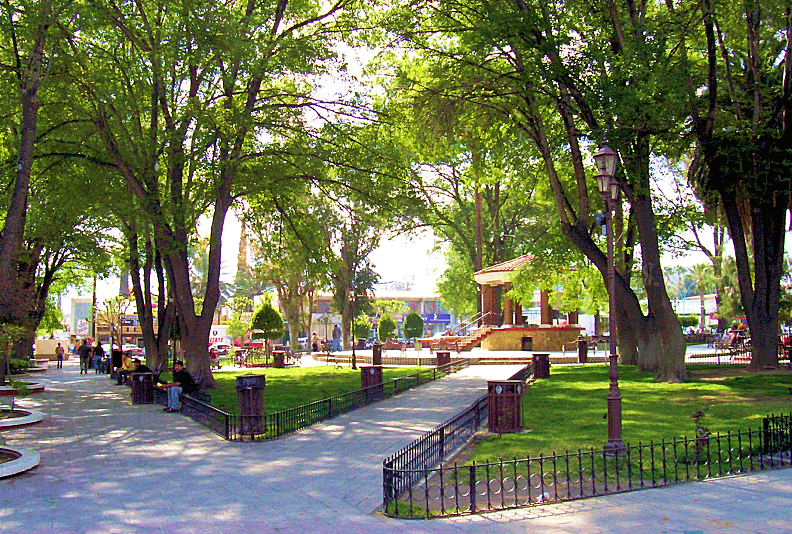
特卡特，在聖費利佩成立前人口最少的自治市

以下數據未考慮2022年聖費利佩的成立，INEGI尚未提供聖費利佩目前的面積和人口數據。
†  州首府 
| 名稱           | 自治市政府所在地 | 人口 (2020年) | 人口 (2010年) | 變化   | 土地面積  | 土地面積  | 人口密度 (2020年)                        | 成立日期       |
| 名稱           | 自治市政府所在地 | 人口 (2020年) | 人口 (2010年) | 變化   | 平方公里  | 平方英里  | 人口密度 (2020年)                        | 成立日期       |
| -------------- | ---------------- | ------------- | ------------- | ------ | --------- | --------- | ---------------------------------------- | -------------- |
| 恩塞納達       | 恩塞納達         | 443,807       | 466,814       | −4.9%  | 19,526.80 | 7,539.34  | 22.7人/平方公里（58.9人/平方英里）       | 1882年5月15日  |
| 墨西卡利†      | 墨西卡利         | 1,049,792     | 936,826       | +12.1% | 14,528.30 | 5,609.41  | 72.3人/平方公里（187.1人/平方英里）      | 1914年11月20日 |
| 羅薩里托海灘   | 羅薩里多         | 126,890       | 90,668        | +40.0% | 506.30    | 195.48    | 250.6人/平方公里（649.1人/平方英里）     | 1995年7月21日  |
| 聖費利佩       | 聖費利佩         |               |               |        |           |           |                                          | 2022年1月1日   |
| 聖昆廷         | 聖昆廷           | 117,568       |               |        | 32,953.30 | 12,723.34 | 3.6人/平方公里（9.2人/平方英里）         | 2020年2月12日  |
| 特卡特         | 特卡特           | 108,440       | 101,079       | +7.3%  | 2,861.20  | 1,104.72  | 37.9人/平方公里（98.2人/平方英里）       | 1917年3月11日  |
| 蒂華納         | 蒂華納           | 1,922,523     | 1,559,683     | +23.3% | 1,074.10  | 414.71    | 1,789.9人/平方公里（4,635.8人/平方英里） | 1917年3月11日  |
| 下加利福尼亞州 | —                | 3,769,020     | 3,155,070     | +19.5% | 71,450    | 27,587.00 | 52.8人/平方公里（136.6人/平方英里）      | —              |
| 墨西哥         | —                | 126,014,024   | 112,336,538   | +12.2% | 1,972,550 | 761,606   | 63.9人/平方公里（165.5人/平方英里）      | —              |

1. ↑  聖費利佩於2022年1月1日從恩塞納達和墨西卡利自治市的部分地區成立。INEGI尚未提供聖費利佩目前的土地面積或人口數據，也未更新恩塞納達和墨西卡利的土地面積和人口數據以反映這一變化。
2. ↑  聖昆廷於2020年2月12日從恩塞納達自治市成立，因此未出現在2010年人口普查中。[13]